# Ingeborg av Danmark (fransk drottning)
Ingeborg Valdemarsdotter av Danmark, född 1175 eller 1176, död 1236, var en fransk drottning, gift med kung Filip II August av Frankrike och drottning av Frankrike 1193–1196 och 1213–1223. Hon var dotter till kung Valdemar den store av Danmark och Sofia av Minsk. I Frankrike var hon känd som Isambour. 

## Biografi
Ingeborgs far Valdemar härstammade genom sin mor Ingeborg av Gårdarike från Olof Skötkonung av Sverige, och hennes mor Sofia härstammade från de svenska kungarna Inge den äldre och Stenkil. Äktenskapet arrangerades mellan hennes bror och maken; Filip behövde reservarvtagare till tronen och sökte en äktenskapspartner långt bortifrån för att undvika ett äktenskap med en släkting. 
Ingeborg gifte sig med Filip II August av Frankrike i Amiens 14 augusti 1193 och blev dagen därpå krönt till Frankrikes drottning under namnet Isambour. Efter bröllopet bad Filip de danska sändebuden att ta henne tillbaka till Danmark och inledde skilsmässoförhandlingar, medan Ingeborg sändes i kloster. Orsaken till den snabba skilsmässoansökan är okänd, men har beskrivits som sexuell avsky.          
Filip II försköt henne till förmån för Agnes av Meran och försökte få äktenskapet upplöst av påven. Filips argument för skilsmässa var att han och Ingeborg redan var släkt med varandra; enligt dåtida katolsk lag var äktenskap mellan släktingar förbjudet, vare sig det var ingifta eller verkliga släktingar. Ingeborg talade varken franska eller latin, men begärde att saken skulle avgöras av påven i Rom i stället för i Frankrike. Filip förklarade att äktenskapet var ofullbordat och därför ogiltigt, medan Ingeborg hävdade motsatsen. Ingeborgs bror Valdemar Sejr av Danmark ingrep för hennes sak. Påven dömde till Ingeborgs förmån och förklarade att äktenskapet var giltigt. År 1196 gifte sig Filip med Agnes av Meran. Påven förklarade Filips nya äktenskap ogiltigt eftersom skilsmässan inte var godkänd och Filip därför fortfarande var gift med Ingeborg. År 1200 bannlyste påven Filip och placerade Frankrike under interdikt. Filip utsatte Ingeborg för trakasserier med syfte att få henne att själv begära en annullering och avge klosterlöften.      
Först 1213 återinsattes Ingeborg i sin ställning som drottning av Frankrike och erkändes av Filip som hans maka. Som drottning bodde hon dock fortfarande inte vid hovet utan i sin morgongåva Prieuré de Saint-Jean-en l'Isle, nära Corbeil. Vid sin död 1223 gav Filip Ingeborg ett stort underhåll i sitt testamente, men mindre än vad som normalt tillföll en drottning, då han fortfarande inte betraktade henne som en. Först som änka blev hon presenterad vid det franska hovet där hon välkomnades av Ludvig VIII av Frankrike och Blanche av Kastilien. Vid Ludvig VIII:s död 1226 lämnade hon hovet och flyttade tillbaka till Prieuré de Saint-Jean-en l'Isle, där hon bodde till sin död.